# 徳島県道169号中田停車場線
徳島県道169号中田停車場線（とくしまけんどう169ごう ちゅうでんていしゃじょうせん）は、徳島県小松島市を通る一般県道である。

## 概要
小松島市中郷町長手から小松島市中田町挟間に至る。
かつての国道55号であった徳島県道120号徳島小松島線と中田駅を結ぶための路線である。

### 路線データ
- 起点：徳島県小松島市中郷町長手（JR四国牟岐線 中田駅前）
- 終点：徳島県小松島市中田町挟間（徳島県道120号徳島小松島線交点）
- 距離：0.419 km[1]

## 歴史
- 1959年（昭和34年）1月31日 - 徳島県道52号中田停車場線として認定。
- 1972年（昭和47年）3月10日 - 現在の徳島県道169号中田停車場線として再認定。

## 地理

### 通過する自治体
- 徳島県
  - 小松島市

### 交差する道路
| 交差する道路              | 交差する場所 | 交差する場所 |
| ------------------------- | ------------ | ------------ |
| 徳島県道120号徳島小松島線 | 中田町挟間   | 終点         |

### 沿線
- JR四国牟岐線中田駅：小松島市中郷町
- 小松島自動車教習所：小松島市中田町